# Златник, Алоис
Алоис Златник (9 ноября 1902, Двур-Кралове-над-Лабем, Чехия — 30 июня 1979, Брно, Чехия) — чешский ботаник, дендролог, исследователь пралесов Закарпатья.
В 1921 поступил на естественный факультет Карлова университета (Прага), изучает ботанику в Швейцарии и Франции. В 1925 заканчивает Карлов университет, а в 1951 — ещё и лесной факультет Брненского сельхозинститута, в котором и продолжал работать всю жизнь ассистентом, доцентом, профессором.
В 1927-1932 совместно с другим чешским ботаником А.Гилитцером готовит научно-обоснованный проект перспективной сети лесных заповедных объектов в Подкарпатской Руси (Закарпатье), чем спас от рубки множество ценных пралесовых экосистем. Благодаря усилиям А. Златник в 1932 были созданы резерваты "Говерла", "Дубрава", "Шипот", "Яворник", "Каменка", "Три Готары", расширен заказник "Поп Иван" и некоторые другие объекты общей площадью около 10 тыс. га. В 1936 этот список пополнили резерваты "Горная Красная", "Лужанский пралес" и тому подобное. В общем благодаря А. Златнику в 1930-х годах на Закарпатье было создано 22 лесных и 7 полевых объектов. Недаром в Чехословакии его назвали «Нестор охраны природы».
После того, как Закарпатье перешло к СССР (1945), Алоис Златник стал искать возможность передать имеющиеся у него материалы по заповедным объектам Закарпатья кому-нибудь из советских учёных.
Он пишет письмо С.М. Стойко:
Уважаемый товарищ доцент С.М.Стойко! Я старался несколько раз завязать прямой контакт с сотрудником, который взял бы под защиту заповедники Закарпатской Украины. В период принадлежности этой территории к нашему государству я приложил много усилий и работы по вопросу организации здесь заповедников. Мои усилия окончились успехом накануне оккупации Закарпатья Венгрией. За весь истекший период я проявлял большую озабоченность по поводу вырубки заповедников. И только при помощи проф. Сочава из Ленинграда я имел возможность передать в Советский Союз картографические материалы по организации заповедников. Через него материалы были переданы академику Сукачеву, который письменно подтвердил их получение и выразил благодарность. При его посещении Чехословакии в 1955 г. я снова обратил внимание академика Сукачева на необходимость организации заповедников. Из Вашей статьи и Вашего письма следует, что имеется возможность сохранить хотя бы часть из заключенных ранее памятников природы. Поэтому прошу Вас приложит все усилия к защите этих объектов. Они имеют не только европейское, но и мировое значение, как остатки действительно девственных лесов, единственных в Карпатах. Посылаю Вам фотокопии материалов, переданных проф. Сочава и список резерватов, которые в период оккупации был передан Венгрии с просьбой обеспечить охрану этих памятников природы. 1.04.1958 г. Профессор, доктор естественных наук А. Златник.
.
В 1966 чешские и польские учёные во главе с А. Златником подняли перед природоохранными органами УССР вопрос о создании международного чехословацко-советско-польского заповедника в Закарпатье в районе Кременца. Идею поддержали советские ботаники В.И. Комендар и С.М. Стойко. Но Государственный комитет УССР по охране природы и Украинское общество охраны природы проявили равнодушие к этой инициативе.
Умер А. Златник 30 июня 1979 г. Похоронен в Брно.

## Публикации
- "Lesnická botanika" (s А. Vězdou, 1951)
- "Dendrologie" (1952)
- "Ekologie a geografie rostlin I" (1952)
- "Fytocenologie lesa I" (1963)
- "Květiny hory a" (s А. Kavinovou, 1966)
- "Lesnická botanika speciální" (spoluautor, 1970)
- "Základy ekologie" (spoluautor, 1973)
- Zlatnik A., Helitzer A. Rzehled prirodnich reservaci a jejich navrhu na Podkarpatske Rusi, Praha // Sborn. Masarykovy Akad. — 1932. — № 6/2. — S. 33-84.
- Zlatnik A. Studie в statnih Lesich na Podkarpatske Rusi. Dil pruni Prispevky k dejinam statnich lesu a lesvnictvi na Podkarpatske Rusi // Sbornik Vysk. Ust. zemedel, Praha. — 1934. — S. 1-109.
- Zlatnik A. «Luzansky prales» na Podkarpatske Rusi nejvetsi cekoslovenska pralesova reservace // Krasa naseho Domova. — 1936. — № 28, Praha. — S. 110-118.
- Zlatnik A., 1938. Prozkum prirozenych Lesu na Podkarpatske Rusi. Die pruni: Vegetacea stanoviste reservace Stuzica, Javornika, Pop Ivan // Sbornik, Vyzk. Ust. zemedel, Praha. — 1938. — S. 1-244.